# تحديد سرعة الضوء بواسطة رومر

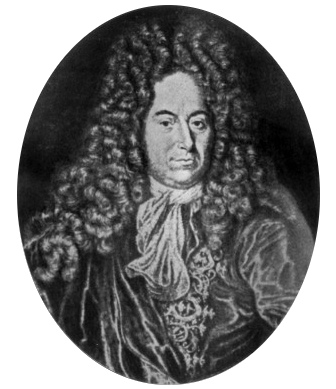
أوول رومر

كان تحديد سرعة الضوء بواسطة رومر في عام 1676 الدليلَ على أن الضوء يملك سرعة محددة ومن ثم لا ينتقل آنيًّا. يُعزى هذا الاكتشاف عادة إلى العالم الفلكي الدنماركي أوول رومر (1644-1710)، الذي كان يعمل في المرصد الفلكي الملكي في باريس آنذاك.
من خلال تحديد أوقات أخسفة أحد أقمار المشتري المعروف باسم آيو، قدّر رومر أن الضوء يستغرق 22 دقيقة تقريبًا للسفر مسافة تساوي قطر مدار الأرض حول الشمس. وهذا من شأنه أن يعطي الضوء سرعة تبلغ 220,000 كيلومتر في الثانية، أي أقل بنسبة 26% من القيمة الحقيقة البالغة 299,792 كم/ث.
كانت نظرية رومر مثيرة للجدل في الوقت الذي أعلن عنها ولم يستطع قط إقناع رئيس المرصد في باريس، جيوفاني دومينيكو كاسيني، بقبول نظريته. ومع ذلك، فقد نالت النظرية دعمًا من قبل فلاسفة طبيعيين آخرين في تلك الفترة مثل كريستيان هوغنس وإسحاق نيوتن. في النهاية، اعتُرف بها رسميًا بعد وفاة رومر بعقدين من الزمن، إذ قدم العالم الفلكي جيمس برادلي تفسير الزيغ النجمي في عام 1729.

## نبذة تاريخية
كان تحديد موقع الشرق والغرب (خط الطول) مشكلة عملية مهمة في علم الخرائط والملاحة قبل العقد الأول من القرن الثامن عشر. عرض فيليب الثالث ملك إسبانيا في عام 1598 جائزة من أجل إيجاد وسيلة لتحديد خط الطول لسفينة ما بعيدة عن الأنظار في البحر. اقترح غاليليو طريقة لتحديد الوقت من اليوم، ومن ثم خط الطول، بناءً على أوقات أخسفة أقمار المشتري، بشكل أساسي باستخدام نظام مشتري كساعة كونية؛ لم تُحسن هذه الطريقة بشكل مهم حتى ظهور الساعات الميكانيكية في القرن الثامن عشر. قدم غاليليو طريقته إلى الملك الإسباني (1616-17)، ولكن ثبت أنها غير عملية، وخاصة بسبب صعوبة رصد الأخسفة من السفن. ومع ذلك، كان بالإمكان تطبيق هذه الطريقة على اليابسة مع بعض التحسينات.
مهد عالم الفلك الإيطالي جيوفاني دومينيكو كاسيني الطريق لاستعمال أخسفة أقمار غاليليو لقياس خط الطول، ونشر جداول تنبأ فيها بأوقات الأخسفة المرئية من موقع معين. دعاه لويس الرابع عشر ملك فرنسا لتجهيز المرصد الفلكي الملكي، الذي افتُتح في عام 1671 تحت إدارة كاسيني، وقد شغل هذه الوظيفة لبقية حياته.
كان من بين أوائل مشاريع كاسيني في وظيفته الجديدة إرسال جان بيكار الفرنسي إلى موقع مرصد تيخو براهي القديم في مدينة يورانيبورغ، في جزيرة هفين بالقرب من كوبنهاغن. كانت مهمته رصد الأخسفة وتسجيل أوقاتها من المرصد في يورانيبورغ، بينما كان كاسيني يسجل أوقات رؤية الأخسفة من باريس. إذا سجل بيكارد نهاية الخسوف بعد تسع ساعات وثلاث وأربعين دقيقة وأربع وخمسين ثانية بعد انتصاف الشمس في يورانيبورغ، بينما سجل كاسيني نهاية الخسوف بعد تسع ساعات ودقيقة واحدة وأربع وأربعين ثانية بعد انتصاف الشمس في باريس –وهو فرق يُقدَّر باثنتين وأربعين دقيقة وعشر ثوانٍ–، فيمكن حساب الاختلاف في خط الطول ليكون 10° 32' 30". ساعد بيكارد في هذه الأرصاد شابٌّ دنماركي كان قد أنهى دراسته حديثًا وتخرج في جامعة كوبنهاغن –أولي رومر– ولا بد أنه قد انبهر بمهارات مساعده، إذ رتب لهذا الشاب القدوم إلى باريس والعمل في المرصد الفلكي الملكي.

## أخسفة آيو
آيو هو أقرب الأقمار الأربعة لكوكب المشتري، اكتشفه غاليليو في يناير عام 1610. أشار إليه كل من رومر وكاسيني بأنه «أول تابع لكوكب المشتري». ويكمل دورته حول المشتري كل 42 ساعة ونصف الساعة، ومستوى مداره حول المشتري قريب جدًا لمستوى مدار المشتري حول الشمس، وهذا يعني أنه سيمر في كل مدار في ظل المشتري، أي يحدث الخسوف.
يمكن رؤية خسوف آيو بطريقتين عند النظر من الأرض:
- يختفي آيو فجأة حين يدخل في ظل المشتري، وتعرف هذه الحالة بالاختفاء (الدخول).
- يعاود آيو الظهور فجأة حين يخرج من ظل المشتري، وتعرف هذه الحالة بالانبثاق (الخروج).

من سطح الأرض، يكون من المستحيل رؤية الاختفاء والانبثاق كليهما لنفس حالة الخسوف، لأن إحدى هاتين الحالتين ستكون مخفية (محتجبة) من قبل كوكب المشتري. عند نقطة المقابلة (النقطة إتش في الرسم أدناه)، سيكون كل من الاختفاء والانبثاق مخفيًا من قبل المشتري.
يمكن رؤية انبثاقات آيو من أخسفته على مدى أربعة أشهر بعد مقابلة المشتري (من النقطة إل إلى النقطة كي في الرسم أدناه)، بينما يمكن رؤية اختفاءات آيو ودخوله في ظل المشتري على مدى أربعة أشهر قبل المقابلة (من النقطة إف إلى النقطة جي). على مدى خمسة أشهر إلى ستة أشهر تقريبًا في السنة، وحول نقطة الاقتران، يكون من المستحيل رصد أخسفة آيو على الإطلاق لأن المشتري يكون قريبًا جدًا (في السماء) من الشمس. وحتى في الفترات ما قبل المقابلة وما بعدها، لا يمكن رصد جميع أخسفة آيو من موقع محدد على الأرض: ستحدث بعض الأخسفة خلال النهار لموقع محدد، بينما ستحدث الأخسفة الأخرى حين يكون المشتري تحت الأفق (مخفي بواسطة الأرض بنفسها).
كانت الظاهرة الرئيسية التي لاحظها رومر هي أن الوقت المنقضي بين الأخسفة لم يكن ثابتًا (صحيحًا). بدلًا من ذلك، اختلف التوقيت بصورة خفيفة خلال أوقات مختلفة من السنة. كان رومر واثقًا من أن الفترة المدارية لآيو كانت ثابتة في الحقيقة، فاستنتج أن ذلك ناتج عن تأثير رصدي. بدأ يتضح له مسارا الأرض والمشتري، فلاحظ أن الفترات التي يتحرك فيها كوكبا الأرض والمشتري مبتعدَين عن بعضهما كانت تقابل دائمًا فواصل أطول بين الأخسفة. على النقيض من ذلك، كانت الفترات التي يتحرك فيها كوكبا الأرض والمشتري مقتربين من بعضهما مقابلةً لفواصل أقصر بين الأخسفة. رأى رومر أنه يمكن شرح ذلك بصورة مرضية إذ ما امتلك الضوء سرعة محددة، وهذه السرعة هي ما سعى رومر إلى حسابه.

## الأرصاد
أُتلفت معظم أوراق رومر في حريق كوبنهاغن عام 1728، ولكن بقي منها مخطوطة واحدة تحتوي على قائمة تضم نحو ستين رصدًا لأخسفة آيو منذ عام 1668 وحتى عام 1678. على وجه الخصوص، تتضمن المخطوطة سلسلتين مفصلتين لكل جانب من المقابلتين اللتين حدثتا في 2 مارس عام 1672 و2 أبريل عام 1673. علق رومر في رسالة كتبها إلى كريستيان هاغنس بتاريخ 30 سبتمبر عام 1677 أن هذه الأرصاد العائدة إلى فترة 1671-1673 تشكل الأساس لحساباته.
كُتبت هذه المخطوطة في وقت ما بعد يناير عام 1678، وهو تاريخ آخر رصد فلكي مسجل (انبثاق آيو في  السادس من يناير)، أي أنها كُتبت بعد إرسال رومر رسالته إلى هاغنس. تبين أن رومر كان يجمع البيانات حول أخسفة أقمار غاليليو على شكل مفكرة، ربما لأنه كان يحضر للعودة إلى الدنمارك في عام 1681. تسجل هذه الوثيقة أيضًا الأرصاد حول مقابلة 8 يوليو عام 1676 التي شكلت الأساس لإعلان نتائج رومر.